# Diego et Frida
Diego et Frida é uma biografia dos pintores mexicanos Diego Rivera e Frida Kahlo feita pelo francês laureado com o Nobel J. M. G. Le Clézio. O livro foi publicado originalmente no idioma francês em 1993.